# Ramsbottom
Ramsbottom is een stad in het district Bury, in het Engelse graafschap Greater Manchester. De plaats, gelegen ten noorden van de stad Bury, telde in 2001 17.352 inwoners.
De naam van de stad is mogelijk afgeleid van de Oudengelse woorden ramm en botm, en betekent zoveel als vallei van de ram.

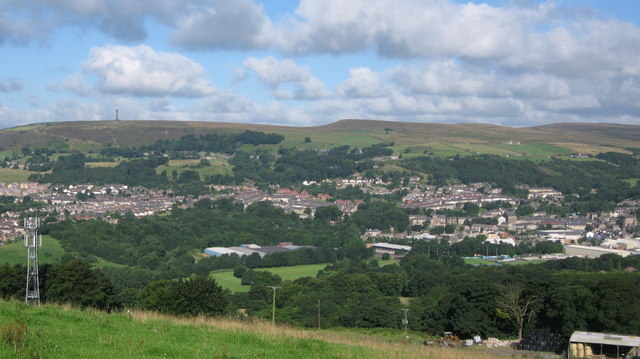
Zicht op Ramsbottom